# Рольян
Рольян (ісп. Rollán) — муніципалітет в Іспанії, у складі автономної спільноти Кастилія-і-Леон, у провінції Саламанка. Населення — 466 осіб (2010).
Муніципалітет розташований на відстані близько 200 км на захід від Мадрида, 22 км на захід від Саламанки.

## Демографія
Динаміка населення (INE ):

## Зовнішні посилання
- Провінційна рада Саламанки: індекс муніципалітетів
- Вебсторінка про муніципалітет Рольян
- Посилання на Google Maps